# Снелл, Блейк
Блейк Эштон Снелл (англ. Blake Ashton Snell, 4 декабря 1992, Сиэтл) — американский бейсболист, питчер. В последнее время выступал за клуб Главной лиги бейсбола «Сан-Диего Падрес». Участник Матча всех звёзд лиги 2018 года. Обладатель Приза Сая Янга в Американской лиге по итогам сезона 2018 года и Национальной лиге в 2023 году..

## Карьера
Снелл учился в старшей школе Шорвуд в Шорлайне в штате Вашингтон. Он играл за школьные команды по бейсболу и баскетболу. Позже, уже являясь игроком МЛБ, в межсезонье он приезжал и помогал главному тренеру баскетбольной команды проводить тренировки. После окончания школы, в 2011 году, он был задрафтован клубом «Тампа-Бэй Рейс» под общим 52 номером.
Сезон 2014 года он начал в составе «Боулинг-Грин Хот Родс». В мае его перевели в «Шарлотт Стоун Крабс». 2 августа в сокращённой из-за дождя игре Блейк сыграл первый ноу-хиттер в истории команды. По итогам сезона Снелл был признан питчером года в фарм-системе «Рейс».
В 2015 году Блейк сыграл на трёх различных уровнях младших лиг, закончив сезон в составе «Дарем Буллз» в AAA-лиге. С пропускаемостью ERA 1,41 и показателем отбивания соперников 18,2 % он был назван самым перспективным питчером года. В ноябре «Тампа» включила Снелла в расширенный состав команды. Весной 2016 года он провёл три старта за «Дарем», после чего тренерский штаб вызвал его в основной состав. 23 апреля в игре против «Нью-Йорк Янкис» Блейк дебютировал в МЛБ.
2018 год Снелл начал вторым питчером стартовой ротации «Тампы» после Криса Арчера. 3 июня в выездной игре против Сиэтл Маринерс он повторил рекорд Американской лиги, выбив первых семерых бьющих соперника страйк-аутами. К середине сезона Блейк одержал 12 побед при 4 поражениях и имел самый низкий ERA среди всех питчеров Американской лиги — 2,09. Несмотря на это, он не прошёл в основной состав на Матч всех звёзд по итогам голосования. Эту ситуацию в социальных сетях раскритиковал его партнёр по команде Крис Арчер, назвавший её ненормальной. Через несколько дней руководство МЛБ объявило, что Блейк примет участие в игре, заменив травмированного Кори Клубера. Конец июля он пропустил из-за травмы плеча. После возвращения Блейк в пяти матчах августа одержал четыре победы при ERA 1,04 и был признан Лучшим питчером месяца в Американской лиге.
В декабре 2020 года «Рейс» обменяли Снелла в «Сан-Диего Падрес» на кэтчера Франсиско Мехию, питчера Луиса Патиньо и игроков фарм-системы Блейка Ханта и Коула Уилкокса.